# Fistula
Fistula — американская музыкальная группа, образованная в 1998 году в округе Медайна, штат Огайо. Музыкальная группа играет в следующих жанрах: сладж-метал, дум-метал, стоунер-рок.

## История
Группа была создана в 1998 году в округе Медайна, штат Огайо. Основателями группы стали гитарист Кори Бинг и бас-гитарист Бах Бранча. Изначально основатель группы Кори Бинг играл на барабанах, а Бранч на гитаре.
В 2001 году группа выпустила альбом «Hymns Of Slumber», который принёс определённую популярность коллективу среди поклонников сладж-метала.

## Дискография

### Альбомы
- Hymns Of Slumber (2001)
- Idiopathic (2003)
- Burdened By Your Existence (2008)
- Modorra (2008)
- Loser (2010)
- Vermin Prolificus (2014)
- The Shape Of Doom To Cumm))) (2016)
- Longing For Infection (2016)
- The Process Of Opting Out (2020)
- Fistula (2022)[3]

### EPs
- For A Better Tomorrow (2006)
- Smoke Acid, Shoot Pills (2008)
- We, The Beast (2009)
- Loser (2010)
- Goat (2010)
- Goat Remixes (2011)
- Northern Aggression (2012)
- Igmorant Weapon (2015)
- 16 / Fistula (2017)[4]